# Angela Douglas
Angela Douglas (* 29. Oktober 1940 in Gerrards Cross, Buckinghamshire; eigentlich Angela MacDonagh) ist eine britische Schauspielerin, die vor allem durch das Wirken in Titeln der Carry-On-Filmreihe Bekanntheit erlangte.

## Leben und Werk
Angela MacDonagh, so ihr bürgerlicher Name, startete schon als Jugendliche ihr Schauspieldebüt am Londoner West End Theatre.
Bekanntheit erlangte sie 1965 mit der Rolle der Annie Oakley in dem Carry On Film Ist ja irre – der dreiste Cowboy (Carry On Cowboy), gefolgt von drei weiteren Teilen der erfolgreichen Filmreihe.
Sie war von 1968 bis zu seinem Tod 1982 mit dem Schauspieler Kenneth More verheiratet.

## Filmografie (Auswahl)
- 1965: Ist ja irre – der dreiste Cowboy (Carry On Cowboy)
- 1966: Ist ja irre – Alarm im Gruselschloß (Carry On Screaming!)
- 1967: Ist ja irre – In der Wüste fließt kein Wasser (Follow That Camel)
- 1968: Alles unter Kontrolle – keiner blickt durch (Carry On… Up the Khyber)